# Pediobius thysanopterus
Pediobius thysanopterus  (лат.) — вид паразитических наездников рода Pediobius из семейства  Eulophidae (Chalcidoidea) отряда перепончатокрылые насекомые. Эндемики Израиля. Переднеспинка с шейкой, отграниченной килем (поперечным гребнем). Щит среднеспинки с развитыми изогнутыми парапсидальными бороздками. Ассоциированы с трипсами Gynaikothrips ficorum (Phlaeothripidae).